# فرودگاه اولد کرو
فرودگاه اولد کرو (به انگلیسی: Old Crow Airport) یک فرودگاه همگانی باربری با کد یاتا YOC است که یک باند فرود شن دارد و طول باند آن ۱۵۳۰ متر است. این فرودگاه در کشور کانادا قرار دارد و در ارتفاع ۲۵۰ متری از سطح دریا واقع شده است.

## شرکت‌های هواپیمایی و مقصدهای پروازی
| شرکت‌های هواپیمایی | مقصدهای پروازی                                                    |
| ----------------- | ----------------------------------------------------------------- |
| Air North         | دوسن سیتی، اینوویک مایک زوبکو، اریک نیلسون وایتهورس فصلی: فیربنکس |